# Zuccalmaglios Renette
Zuccalmaglios Renette (eigentlich Von Zuccalmaglios Renette, meist nur Zuccalmaglio) bezeichnet eine Sorte des Kulturapfels (Malus domestica).

## Geschichte
Der Grevenbroicher Ingenieur Diedrich Uhlhorn jun. (1843–1915), nicht zu verwechseln mit seinem gleichnamigen Großvater, dem Erfinder Diedrich Uhlhorn (1764–1837), züchtete 1878 den Apfel aus einem Kreuzungsversuch zwischen Ananasrenette und Purpurroter Agatapfel und benannte diese neue Edelsorte nach seinem Schwiegervater Justizrat Vinzenz Jakob von Zuccalmaglio.

## Die Frucht
Die Früchte der Zuccalmaglios Renette sind klein bis mittelgroß, rundlich bis eiförmig, 6–7 cm groß. An der Kelchseite verjüngt, an der Stielseite abgeflacht. Stiel holzig, dünn und meist kurz. Schale grünlichgelb, nachgereift zitronengelb, an der Sonnenseite gelbrot verwaschen. Das Fruchtfleisch ist gelblichweiß, saftig, aromatisch mit einem harmonischen Zucker-Säure-Verhältnis. Erntezeit ist spät, Ende Oktober bis Anfang November, durch die lange Genußreife von November bis März ist er ein vorzüglicher Winterapfel.

## Der Baum
Das Wachstum des Baumes ist schwach, unempfindlich gegen Schädlinge und Krankheiten. Zufriedenstellende Ernten kann man allerdings nur auf guten, reichlich mit Wasser und Nährstoffen versorgten Böden erwarten. Ebenso benötigt der Baum regelmäßig eine Schnittpflege. Das Ausdünnen der Früchte ist wegen des hohen Fruchtansatzes sinnvoll. Sonst bleiben die Früchte zu klein. Für den Hausgarten empfehlenswert, im Erwerbsobstbau heute ohne Bedeutung.

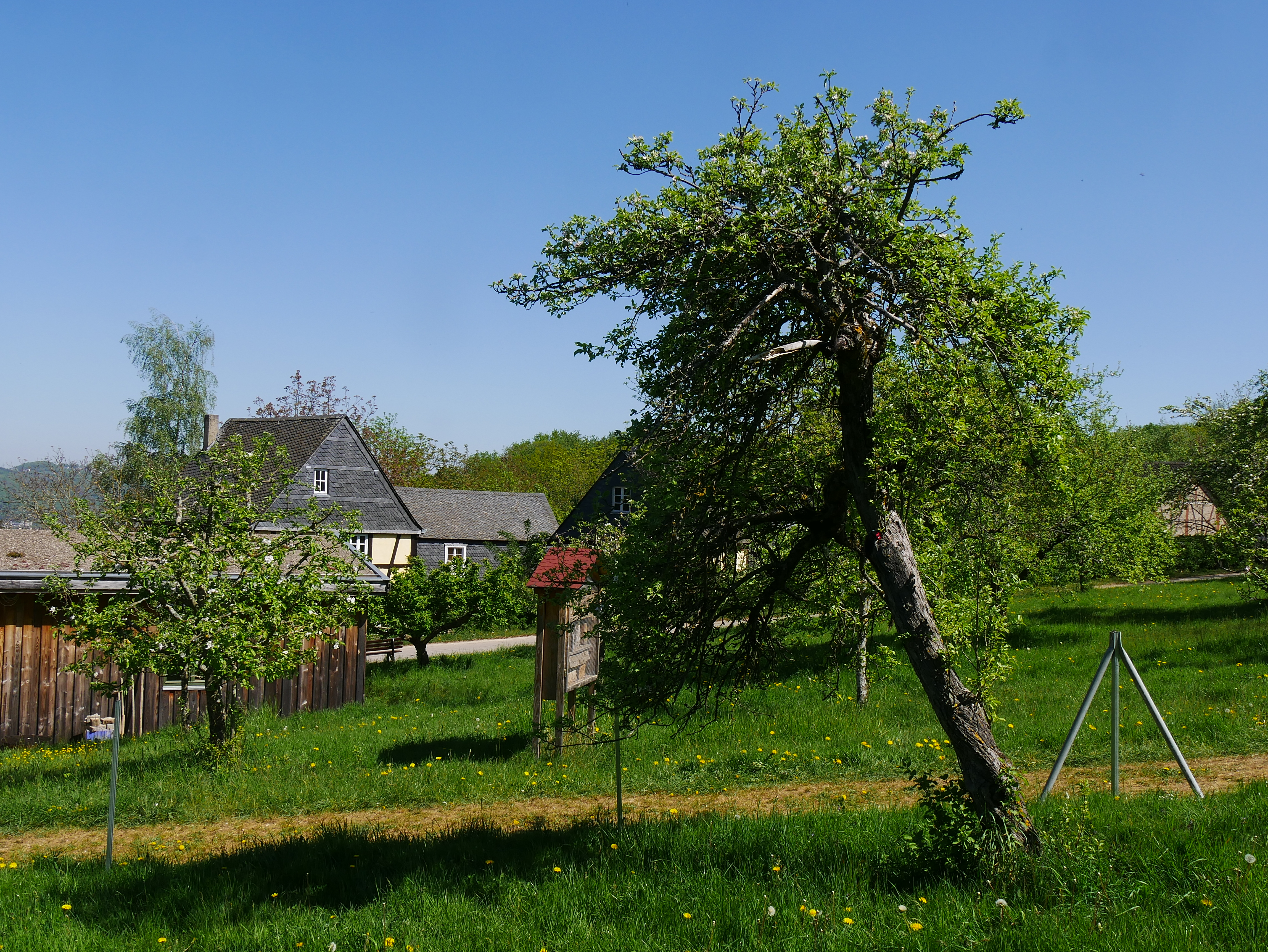
Ganzer Baum
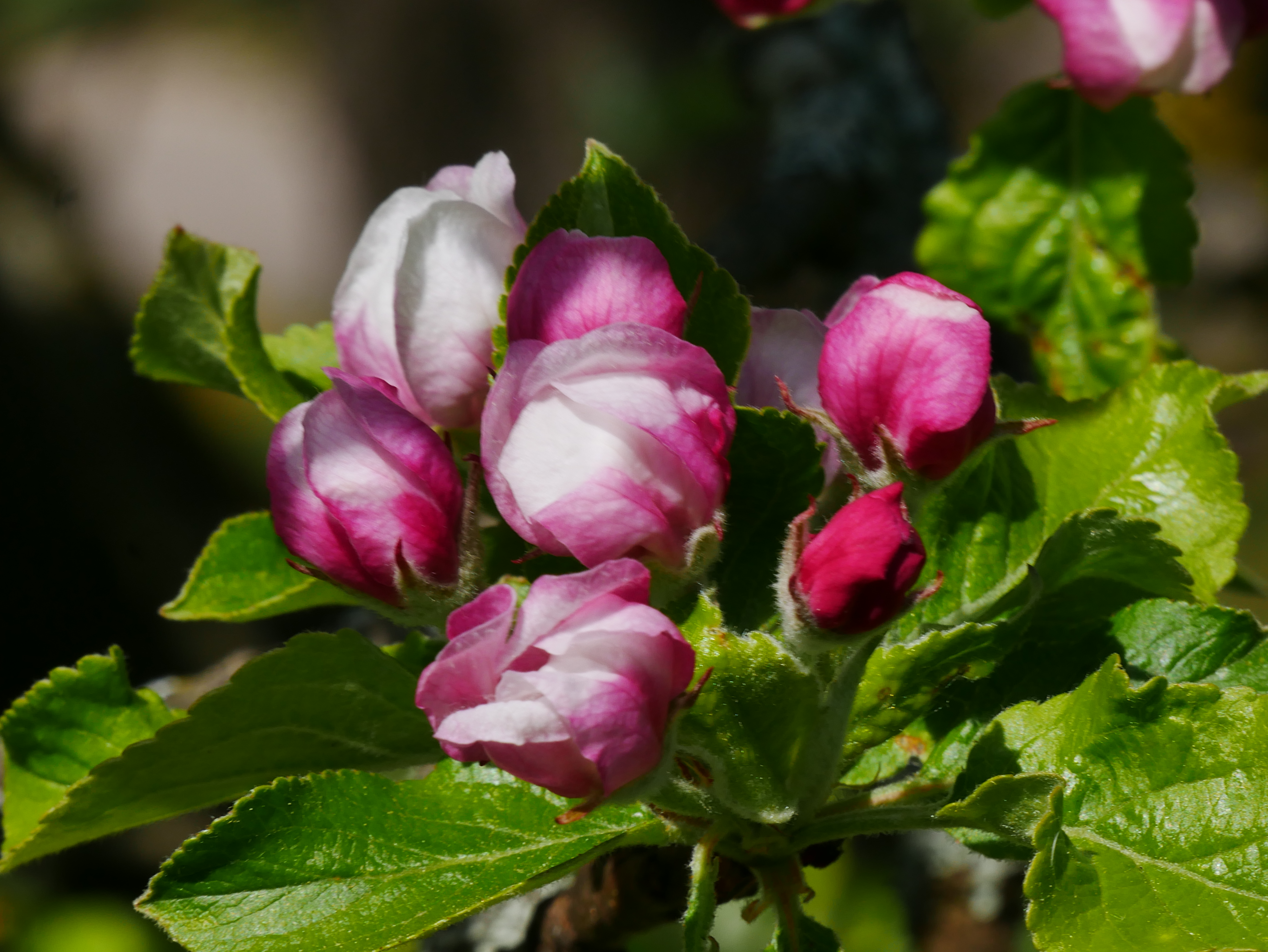
Knospen
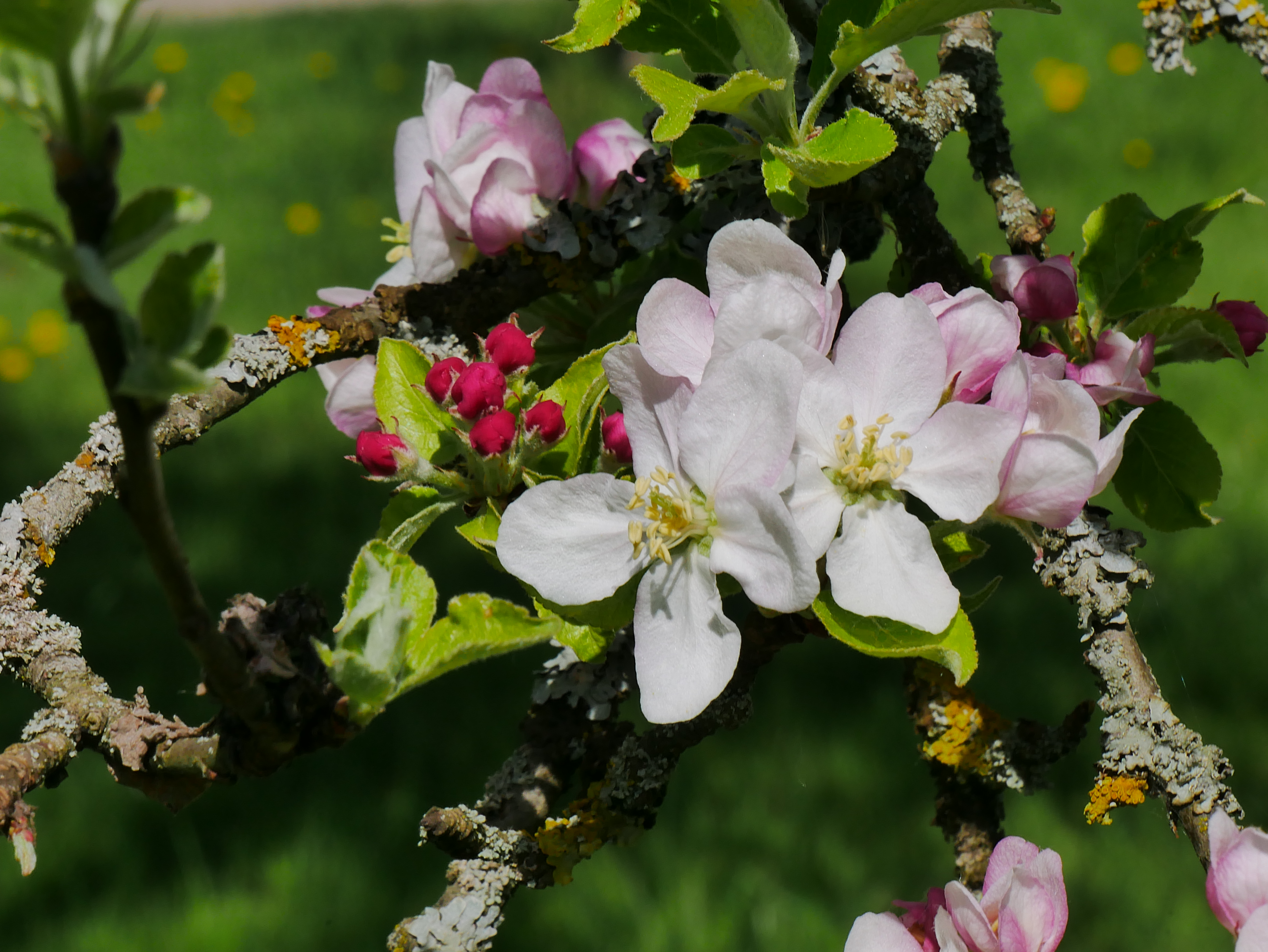
Blüten
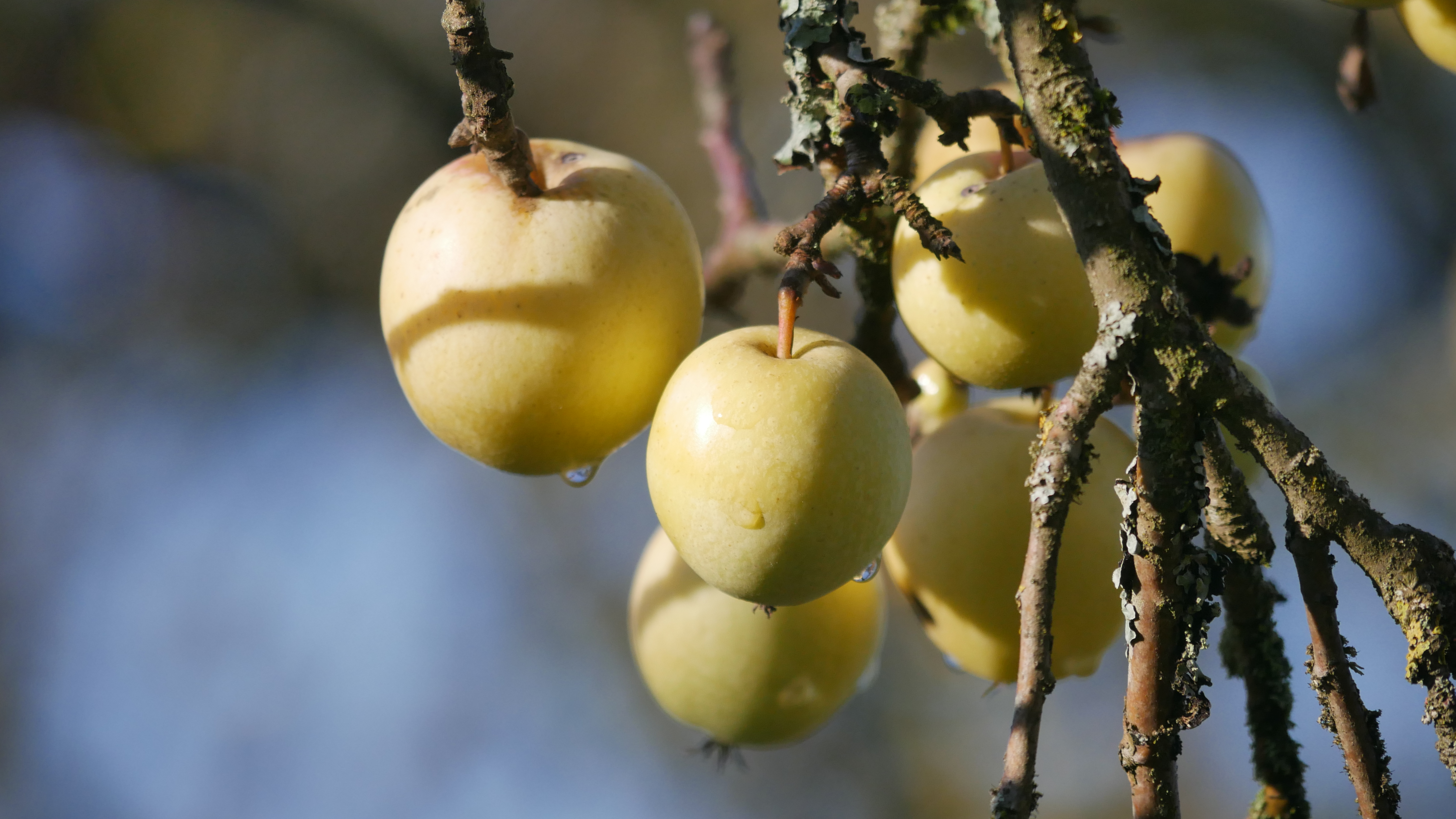
Früchte
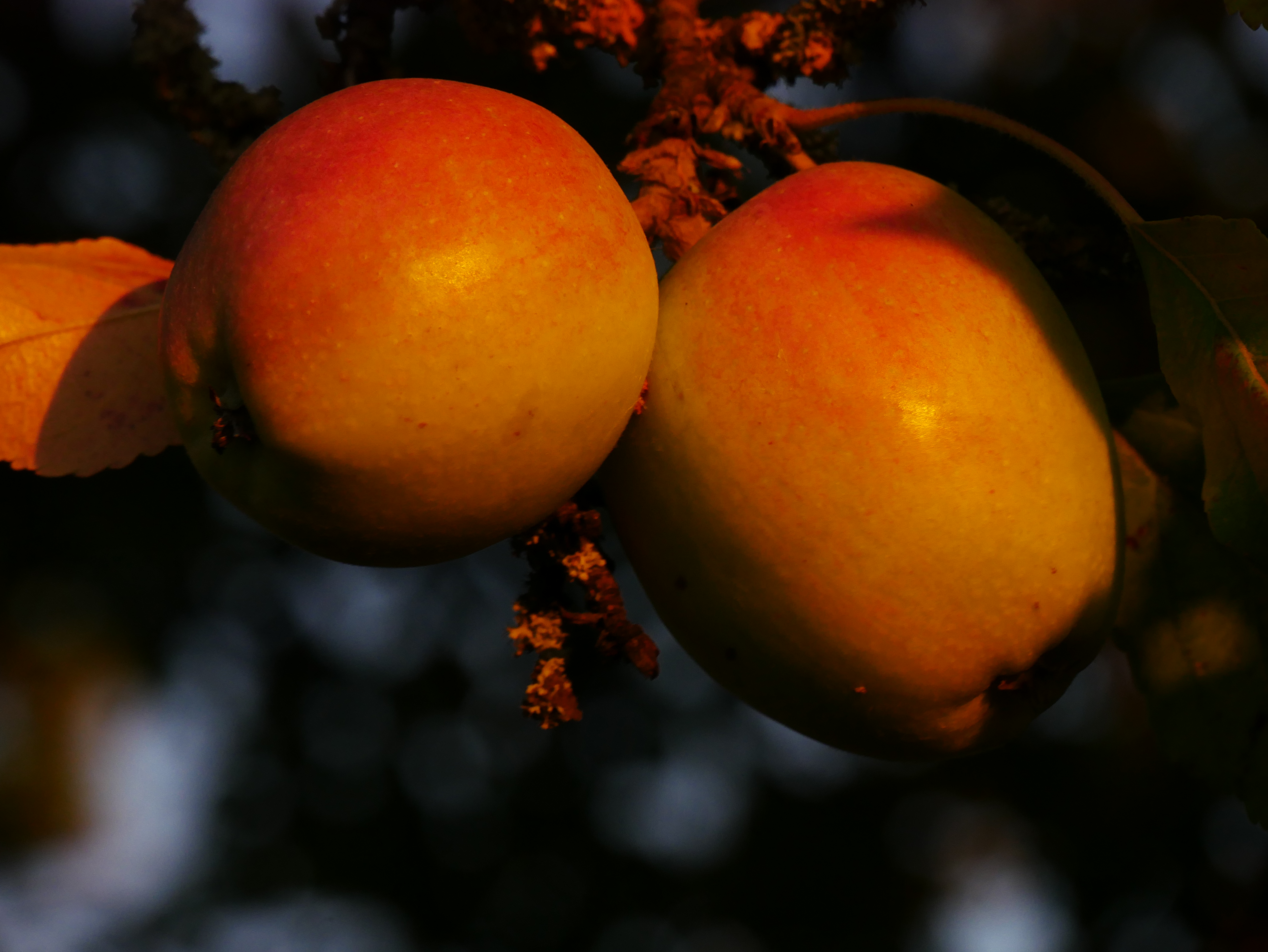
Frucht im Baum
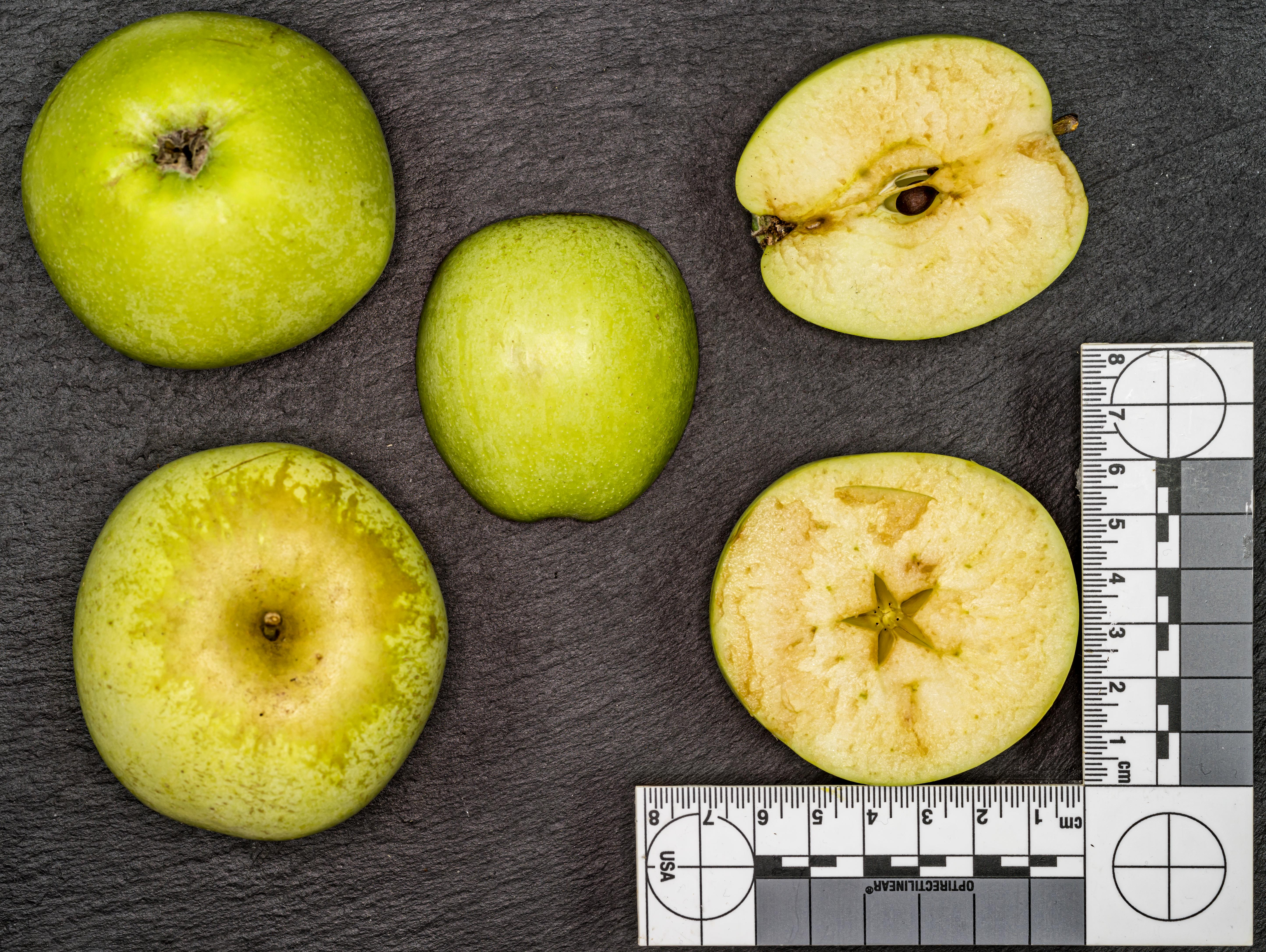
Frucht